# Turó Gros (la Roca del Vallès)
El Turó Gros és una muntanya de 297 metres que es troba al municipi de la Roca del Vallès, a la comarca del Vallès Oriental.